# Cratere Seminole
Seminole  è un cratere sulla superficie di Marte.